# Charles Cope (2e baronnet)
Charles Cope, 2e baronnet (c. 1743 - 14 juin 1781) est un aristocrate britannique.

## Biographie
Il est le fils aîné de Jonathan Cope, le fils aîné de Jonathan Cope (1er baronnet). Son père est baptisé le 27 octobre 1717 à Sarsden (Oxfordshire) et décédé le 2 novembre 1763. Sa mère est Arabella Howard, fille d'Henry Howard (4e comte de Carlisle).
Il devient Baronnet à la mort de son grand-père en avril 1765 et est shérif de Cambridgeshire et Huntingdonshire en 1773–1774. Il épouse en 1767, Catherine, cinquième et dernière fille de Cecil Bishopp (6e baronnet) (en) et d'Anne Boscawen, fille de Hugh Boscawen (1er vicomte Falmouth).
Il meurt le 14 juin 1781 et est inhumé 4 jours plus tard à Hanwell, Oxfordshire. Son fils aîné Charles, qui est étudiant au Collège d'Eton lui succède. Le troisième baronnet est mort à l'âge de 11 ans le 25 décembre 1781 et est également enterré à Hanwell. Le titre passe au demi-frère du deuxième baronnet, Jonathan Cope (4e baronnet), tandis que les domaines sont transférés aux deux sœurs du troisième baronnet: Arabella Diana qui épouse John Sackville (3e duc de Dorset), et Charlotte Anne, qui épouse George Gordon (9e marquis de Huntly).
Après la mort de Cope, son épouse se remarie le 22 juin 1782, avec Charles Jenkinson (1er comte de Liverpool) à Hertford Street, à Londres. Elle meurt à l'âge de 82 ans le 1er octobre 1827 dans la même maison et est inhumée le 10 octobre 1827 à Buxted, Sussex.